# Julian Works
Julian Works (20 maggio ...) è un attore statunitense.

## Carriera
È noto principalmente per il ruolo di Mateo Chavez nella serie 9-1-1: Lone Star.

## Filmografia

### Cinema
- House Party - La grande festa (House Party: Tonight's the Night), regia di Darin Scott (2013)
- Il segnato (Paranormal Activity: The Marked Ones), regia di Christopher Landon (2014)
- Beautiful Boy, regia di Felix Van Groeningen (2018)
- Ricomincio da te - Endings, Beginnings (Endings, Beginnings), regia di Drake Doremus (2020)
- The Long Game, regia di Julio Quintana (2023)

### Televisione
- The Closer - serie TV, episodio 7x11 (2012)
- Modern Family - serie TV, episodio 3x20 (2012)
- NCIS: Los Angeles - serie TV, episodio 5x24 (2014)
- American Crime - serie TV, 4 episodi (2015)
- The Fosters - serie TV, episodio 3x16 (2016)
- When We Rise - serie TV, 2 episodi (2017)
- The Affair - Una relazione pericolosa (The Affair) - serie TV, 3 episodi (2018)
- Love - serie TV, 2 episodi (2018)
- 9-1-1 - serie TV, episodio 2x02 (2018)
- Into the Dark - serie TV, episodio 1x11 (2019)
- Titans - serie TV, episodio 2x10 (2019)
- 9-1-1: Lone Star - serie TV, 72 episodi (2020-2025)

## Doppiatori italiani
Nelle versioni in italiano delle opere in cui ha recitato, Julian Works è stato doppiato da:
- Luigi Morville in The Closer
- Alessio Nissolino in NCIS: Los Angeles
- Alessio Puccio in The Fosters
- Mattia Bressan in Into the Dark
- Mattia Nissolino in Titans
- Stefano Sperduti in 9-1-1: Lone Star